# Pedro II, Duque de Bourbon
Pedro de Bourbon (1438 – Moulins, 1503) foi um nobre francês, filho de Carlos I, Duque de Bourbon e de Inês da Borgonha. Casou-se com a filha de Luís XI, Ana de França. Seu sogro, o rei, nomeou-o conde de La Marche. Junto de sua esposa foi o regente de seu sobrinho Carlos VIII de França.
Com a morte de seu irmão Carlos II de Bourbon em 1488 tornou-se conde de Forez, conde de Clermont, duque de Auvergne e duque de Bourbon.
Seu filho Carlos morreu solteiro e sem filhos, pelo que após a sua morte em 1503 sua filha Susana e seu cunhado Carlos de Bourbon-Montpensier foram seus herdeiros.